# Sociedad Hipotecaria Federal
La Sociedad Hipotecaria Federal, Sociedad Nacional de Crédito es una de las principales instituciones de la banca de desarrollo perteneciente al sistema bancario mexicano. Fue creada el 11 de octubre de 2001 decretado por el presidente Vicente Fox Quesada mediante la publicación en el Diario Oficial de la Federación de la Ley Orgánica de Sociedad Hipotecaria Federal y sustituyó al Banco de México como fiduciaria en el Fondo de Operación y Financiamiento Bancario a la Vivienda, el 26 de febrero de 2002, fecha de la primera sesión de su Consejo Directivo.
El objetivo de esta institución es la promoción del desarrollo en el mercado de crédito a la vivienda y de las capacidades productiva y tecnológica del sector vivienda, haciendo énfasis en la vivienda de interés social y la ubicadas en zonas y comunidades indígenas. Su actual Director General es Jorge Alberto Mendoza Sánchez

## Antecedentes
En abril de 1963 se crea el Fondo de Operación y Descuento Bancario a la Vivienda, posteriormente conocido como Fondo de Operación y Financiamiento Bancario a la Vivienda, mediante un contrato de fideicomiso celebrado por la Secretaría de Hacienda y Crédito Público y el Banco de México. El principal objetivo del Fondo era el otorgamiento de apoyos financieros a instituciones de crédito destinados al financiamiento de la construcción, adquisición y mejora de vivienda de los mexicanos.
Es en octubre de 2001 cuando se publica, en el Diario Oficial de la Federación, la Ley Orgánica de Sociedad Hipotecaria Federal que contempla la creación de esta sociedad, sus funciones y modo de organización. En dicha ley se estipulaba también que la Sociedad Hipotecaria Federal sería fiduciario sustituto del Fondo de Operación y Financiamiento Bancario a la Vivienda a partir de la primera reunión de su Consejo Directivo, suceso ocurrido en febrero de 2006.

## Funcionamiento
Al ser un banco de segundo piso, la sociedad no atiende directamente al público y opera a través de intermediarios financieros, tales como bancos y sociedades financieras de objeto limitado.
Para el cumplimiento de su objetivo la sociedad puede llevar a cabo diferentes operaciones, entre las que se encuentran aceptar préstamos y créditos, emitir bonos bancarios, constituir depósitos en instituciones de crédito, garantizar créditos y valores para el financiamiento a la vivienda, otorgar créditos para procurar la estabilidad de los mercados primario y secundario de crédito a la vivienda, promover esquemas para constituir pagos iniciales o enganches destinados a la adquisición de vivienda, realizar avalúos, brindar servicios de consultoría, actuar como representante común de tenedores de títulos de crédito representativos de financiamiento a la vivienda y realizar aportaciones para la constitución de instituciones de seguros de los ramos de crédito a la vivienda, entre otras.
Los productos ofrecidos por la sociedad son fondeo de largo plazo para originación de hipotecas, fondeo de mediano plazo para autproducción asistida, fondeo de corto plazo para mejora o ampliación de vivienda, crédito puente para la construcción de vivienda, seguros y garantías, programas y herramientas para el desarrollo de mercados y la promoción de desarrollos urbanos integrales sustentables, mejor conocidos como DUIS.

## Organización
La Sociedad es administrada por un Consejo Directivo y un Director General, cada uno con sus propias responsabilidades y obligaciones estipuladas en la Ley Orgánica de Sociedad Hipotecaria Federal.

### Consejo Directivo
El Consejo Directivo dirige la sociedad con base en lo dispuesto en las leyes y en las disposiciones del Presidente de la República a través de la Secretaría de Hacienda y Crédito Público, éste solicitará al Director General la ejecución y realización de las metas, objetivos y programas acordados.
El Consejo Directivo debe reunirse, por lo menos, cuatro veces al año. Está compuesto por nueve consejeros:
- el Secretario de Hacienda y Crédito Público, quien lo preside;
- el Subsecretario de Hacienda y Crédito Público;
- el gobernador del Banco de México;
- un Subgobernador del Banco de México;
- el Titular de la Comisión Nacional de Vivienda; y
- cuatro consejeros externos

### Director General
El Director General es designado por el Presidente de la República y debe recaer, según lo estipula la Ley, en un ciudadano reconocido como honorable y con amplios conocimientos y experiencia en el sistema financiero y en materia administrativa. Entre sus obligaciones están la administración y representación legal de la sociedad, la ejecución de los acuerdos del Consejo Directivo y la formulación y ejecución del plan de trabajo de la sociedad, entre otras.
| Director General                                                                                   | Periodo                     |
| -------------------------------------------------------------------------------------------------- | --------------------------- |
| Manuel Zepeda Payeras                                                                              | 2001                        |
| Guillermo Babatz Torres                                                                            | 2001[cita requerida] - 2007 |
| Javier Gavito Mohar                                                                                | 2007 - 2012                 |
| Jesús Alberto Cano Vélez                                                                           | 2012 - 2018                 |
| Jorge Mendoza Sánchez*                                                                             | 2018 -                      |
| *Ocupa simultáneamente la Dirección General del Banco Nacional de Obras y Servicios Públicos, SNC. |                             |